# 局所体
局所体(きょくしょたい、英: local field)とは、離散付値に対して完備であり、剰余体が有限体である付値体のことである。
局所体の定義としては、上に挙げたもの以外にもいくつかあり、そのうちの代表的なものを挙げる。これらは互いに同値な定義である。
1. 局所体とは、非アルキメデス付値に対して完備であり、付値環がコンパクトである付値体のことである。
2. 局所体とは、自明ではない乗法付値に対して連結ではない局所コンパクトな付値体のことである。
3. 局所体とは、p進体もしくは有限体係数の1変数ベキ級数体の有限次代数拡大体と付値体として同型[1]な付値体のことである。

応用上、局所体をp進体もしくは有限体係数の1変数ベキ級数体の有限次代数拡大体に限定することも多い。
その場合、局所体を
- 大域体(代数体もしくは有限体上の1変数代数関数体)の離散付値による完備化

と定義されることもある。このとき、大域体から局所体を得ることを局所化という。
上記の定義の他に、実数体や複素数体も局所体に含めることもある。これらが
- アルキメデス付値に対して完備である。
- 連結である局所コンパクトな付値体である。
- 代数体のアルキメデス付値による完備化である。

と、上記局所体の定義とよく似た性質を持っているからである。
この場合、非アルキメデス付値による局所体を非アルキメデス的局所体、アルキメデス付値による局所体をアルキメデス的局所体という。
しかし実数体(複素数体)と p進体または1変数ベキ級数体とでは性質の異なる部分が多いので、ここでは当初の定義通り、特に断らない限り局所体といった場合、実数体や複素数体は含まれないとする。しかし、局所体との類似点や相違点を知るために、局所体の性質に対応する実数体や複素数体の結果も記述することにする。
なお、この項では局所体としての性質を記述し、p進体もしくはベキ級数体固有の性質については述べない。それらに対する詳細は個々の記事を参照のこと。

## 位相的性質
局所体を特徴付ける位相的性質を述べる。
- 局所体 K の付値環はコンパクトであり、K のコンパクトな部分環は付値環の部分環である。
- 付値環の任意のイデアルはコンパクトな開集合である。
- 乗法群 {\displaystyle \scriptstyle K^{\times }} は連結ではない局所コンパクトな位相群である。
- 乗法群 {\displaystyle \scriptstyle K^{\times }} に対して、n 次主単数群はコンパクトな開集合であり、{\displaystyle \scriptstyle K^{\times }} のコンパクトな部分群は単数群 U の部分群である。

## 局所体の直積分解
局所体 K に対して、乗法群 K× は以下の様に分解される。
{\displaystyle K^{\times }\simeq \langle \pi \rangle \times U\simeq \langle \pi \rangle \times \mu _{q-1}\times U^{(1)}\simeq \mathbb {Z} \oplus \mathbb {Z} /(q-1)\mathbb {Z} \oplus U^{(1)}}
ここで、⟨π⟩ は素元 π によって生成される巡回群、q = pf は K の剰余体の元の個数、μq − 1 は 1 の q − 1 乗根全体のなす群、U は単数群、U(1) は主単数群である。
さらに単数群 U は、以下の様に分解される。
(1) K の標数が 0 であるとき
{\displaystyle U\simeq \mu (K)\times \mathbb {Z} _{p}^{d}\simeq (\mathbb {Z} /m\mathbb {Z} )\oplus \mathbb {Z} _{p}^{d}}
但し、μ(K) は K に含まれる 1 のベキ根全体のなす群であり、その位数を m とする。
(2) K の標数が 0 でないとき
{\displaystyle U\simeq \mu (K)\times \mathbb {Z} _{p}^{\mathbb {N} }\simeq (\mathbb {Z} /m\mathbb {Z} )\oplus \mathbb {Z} _{p}^{\mathbb {N} }}
である。
また、主単数群 U(1) は、以下の様に分解される。
(1) K の標数が 0 であるとき
{\displaystyle U^{(1)}\simeq \mu _{p^{a}}\mathbb {Z} \oplus \mathbb {Z} _{p}^{d}}
但し、pa は K に含まれる 1 の p ベキ乗根全体のなす群の位数であり、d = [K : Qp] である。
(2) K の標数が 0 でないとき
{\displaystyle U^{(1)}\simeq \mathbb {Z} _{p}^{\mathbb {N} }}
である。
続いて、実数体もしくは複素数体の場合を考察すると
(1) 実数体の場合
単数群 U は {±1} であり
{\displaystyle \mathbb {R} ^{\times }\simeq \{\pm 1\}\times \mathbb {R} }
である。
(2) 複素数体の場合
単数群 U は R/Z と同型であり
{\displaystyle \mathbb {C} ^{\times }\simeq \mathbb {R} \times \mathbb {R} /\mathbb {Z} }
である。

## 正規付値
{\displaystyle \scriptstyle (K,\ |\cdot |)} を局所体とし、F を {\displaystyle |\cdot |} の剰余体、π を {\displaystyle |\cdot |} の素元としたとき、{\displaystyle |\cdot |} と同値な非アルキメデス付値 {\displaystyle |\cdot |_{K}} として
{\displaystyle |\pi |_{K}=(\#F)^{-1}}
を満たすものが唯１つ存在する。この {\displaystyle |\cdot |_{K}} を K の正規付値という。
{\displaystyle \scriptstyle (K,\ |\cdot |)} を完備なアルキメデス付値体としたとき、K は実数体もしくは複素数体と同型であるが、 K の正規付値を、K が実数体と同型であるときは、{\displaystyle \scriptstyle |\cdot |_{K}=|\cdot |_{\infty }} とし、K が複素数体と同型であるとき、{\displaystyle \scriptstyle |\cdot |_{K}=|\cdot |_{\infty }^{2}} と定める。ここで、{\displaystyle \scriptstyle |\cdot |_{\infty }} は実数もしくは複素数上の絶対値とする。
上で定義された正規付値と、先に挙げた単数群の分解を用いることで、以下のことが得られる。
局所体 K に対して、正整数 n を K の標数が 0 でないときは、K の標数で割り切れない様にとる(K の標数が 0 であるときは n は任意の正整数でよい)。{\displaystyle K^{\times n}} を {\displaystyle K^{\times }} に含まれる n 乗数全体からなる群とし、{\displaystyle U^{n}} を単数群 U に含まれる n 乗数全体からなる群とすれば、
{\displaystyle (K^{\times }:K^{\times n})=n(U:U^{n})={\frac {n}{|n|_{K}}}\#\mu _{n}(K)}
が成立する。但し {\displaystyle \mu _{n}(K)} は K に含まれる 1 の n 乗根全体のなす群とし、{\displaystyle |\cdot |_{K}} は K の正規付値である。
K が実数体もしくは複素数体であるときは、上式に類似した
{\displaystyle (K^{\times }:K^{\times n})=(U:U^{n})={\frac {n}{|n|_{K}}}\#\mu _{n}(K)}
が成立する。

## 局所体上の指標群
1次元トーラス {\displaystyle \scriptstyle \{x\in \mathbb {C} |\ |x|_{\infty }=1\}} を T とし、加法群 {\displaystyle \scriptstyle \mathbb {R} /\mathbb {Z} } から乗法群 T への連続な同型写像を
{\displaystyle {\begin{array}{rccc}e:&\mathbb {R} &\to &T\\&z&\mapsto &\exp(2\pi {\sqrt {-1}}z)\end{array}}}
で定める。
K を局所体とすると、K は加法に対する局所コンパクトな位相群と見なせるので、K から T への連続な準同型写像、つまり K の連続な指標が存在する。連続な指標全体からなる群つまり指標群を {\displaystyle {\hat {K}}} とおく。
局所体 K に対して、K の正規指標 {\displaystyle \chi _{K}} を以下の様に定める。
(1) K が p進体のとき
p進体 の 0 ではない元 x に対して、
{\displaystyle x=\sum _{i=r}^{\infty }c_{i}p^{i}\ \ \ \ (c_{i}=0,1,\ldots ,p-1,\ r\leq -1)}
と p 進展開したとき
{\displaystyle \chi _{K}(x)=e(c_{r}p^{r}+\cdots +c_{-1}p^{-1})}
と定めると、p 進体上の連続な指標となる。
(2) K が p進体の有限次拡大体であるとき
(1) で得られた {\displaystyle \chi _{\mathbb {Q} _{p}}(x)} と、{\displaystyle \scriptstyle K/\mathbb {Q} _{p}} に対するトレースを用いて
{\displaystyle \chi _{K}(x)=\chi _{\mathbb {Q} _{p}}(\operatorname {Tr} _{K/\mathbb {Q} _{p}}(x))}
で定義すると、K 上の連続な指標となる。
(3) K が有限体係数の1変数ベキ級数体 {\displaystyle F((t))} であるとき
F の標数を p とし、K 上の点 x を
{\displaystyle x=\sum _{i=r}^{\infty }c_{i}t^{i}\ \ \ \ (c_{i}\in F,\ r<0)}
と表したとき、K 上の正規指標 {\displaystyle \chi _{K}} を
{\displaystyle \chi _{K}(x)=e(-\operatorname {Tr} _{F/\mathbb {F} _{p}}(c_{-1}^{*}))}
で定める。ここで、{\displaystyle \scriptstyle c_{-1}^{*}\in \{0,1,\ldots ,p-1\}} を {\displaystyle \scriptstyle c_{-1}\equiv c_{-1}^{*}} を満たす様にとる。
K がいずれの場合に対しても、K の任意の元 a を１つ取り固定したとき、
{\displaystyle {\begin{array}{rccc}\varphi _{a}:&K&\to &T\\&x&\mapsto &\chi _{K}(xa)\end{array}}}
は、K の連続な指標となる。このことから K の元 a に対して、指標群 {\displaystyle {\hat {K}}} の元として {\displaystyle \varphi _{a}} を対応させることにより、K と {\displaystyle {\hat {K}}} は同一視される。
上で述べた K と {\displaystyle {\hat {K}}} が同一視できることは、K が実数体もしくは複素数体でも成立する。
実数体の場合は、任意の実数 a に対して、{\displaystyle \scriptstyle \varphi _{a}(x)=e(xa)} とすれば、実数体と {\displaystyle {\hat {\mathbb {R} }}} は同一視され、複素数体の場合は、任意の複素数 a に対して、{\displaystyle \scriptstyle \varphi _{a}(x)=e(xa+{\bar {xa}})} とすれば、複素数体と {\displaystyle {\hat {\mathbb {C} }}} は同一視される。

## 局所体上のハール測度
局所体 K の付値環を R とすると、R はコンパクトであるので、K を加法に対する位相群とみなすことにより、K 上のハール測度 μ で、{\displaystyle \mu (R)=1} と正規化されたものが唯一存在する。
次に、{\displaystyle \scriptstyle K^{\times }} を乗法に対する位相群とみなすことにより、単数群 U に対して、{\displaystyle \scriptstyle \mu ^{\times }(U)=1} と正規化されたハール測度 {\displaystyle \scriptstyle \mu ^{\times }} が唯１つ存在する。このとき {\displaystyle \scriptstyle \mu ^{\times }} は μ を用いて以下の様に表される。
(1) K が p進体の有限次拡大と同型のとき
{\displaystyle |\cdot |_{K}} を K の正規付値としたとき、
{\displaystyle \mu ^{\times }(x)=(1-q^{-1})^{-1}|x|_{K}^{-1}\mu (x)}
が成立する。ここで、q は剰余体の元の個数とする。
(2) K が {\displaystyle \scriptstyle \mathbb {F} _{q}((t))} と同型のとき
{\displaystyle |\cdot |_{K}} を K の正規付値としたとき、
{\displaystyle \mu ^{\times }(x)=(1-q^{-1})^{-1}|x|_{K}^{-1}\mu (x)}
が成立する。
ここで、実数体や複素数体についても考察する。これらの絶対値に対して付値環は定義できないので、ハール測度として1次元または2次元の実数空間上のルベーグ測度を考える。 {\displaystyle \scriptstyle K=\mathbb {R} ,\ \mathbb {C} } に対して、K の加法群としてのハール測度を {\displaystyle \scriptstyle \mu _{K}}、乗法群 {\displaystyle \scriptstyle K^{\times }} のハール測度を {\displaystyle \scriptstyle \mu _{K}^{\times }} とし、{\displaystyle |\cdot |_{K}} を K の正規付値とすれば
{\displaystyle \mu _{K}^{\times }(x)=|x|_{K}^{-1}\mu _{K}(x)}
が成立する。
局所体の場合の関係式と見比べると、実数体や複素数体の結果は、{\displaystyle \scriptstyle q\to \infty } に対応していることがわかる。このことからも絶対値を {\displaystyle |\cdot |_{\infty }} と書く妥当性の一端が現れている。

## 局所体の代数拡大
局所体 K の有限次代数拡大体 L は局所体であり、K の離散付値は L に同値なものを除いて一意的に延長される。従って、K の離散付値は K の代数閉包 {\displaystyle \scriptstyle {\bar {K}}} まで一意的に延長される。しかし、 {\displaystyle \scriptstyle {\bar {K}}} は完備ではないので局所体ではないが、 {\displaystyle \scriptstyle {\bar {K}}} の完備化  {\displaystyle \scriptstyle {\hat {\bar {K}}}} を考えれば局所体となる。
この項では、局所体の有限次代数拡大体の性質について述べる。
K を局所体とすると、任意の正整数 n に対して、K の n 次の代数拡大体 L で K の不分岐拡大となるものが同型を除いて唯１つ存在する。さらに {\displaystyle \scriptstyle F_{K},\ F_{L}} を、それぞれ K, L の付値環とすると、
{\displaystyle \operatorname {Gal} (L/K)\simeq \operatorname {Gal} (F_{L}/F_{K})}
が成立し、{\displaystyle \scriptstyle \operatorname {Gal} (L/K)} は位数 n の巡回群となる。
上記において、{\displaystyle \scriptstyle \operatorname {Gal} (L/K)} は以下の性質を満たす L の自己同型写像 {\displaystyle \varphi } で生成される。
{\displaystyle \varphi (x)\equiv x^{q}\ \ {\pmod {{\mathfrak {p}}_{L}}}\ \ \ \ (x\in {\mathcal {O}}_{L})}
但し、{\displaystyle \scriptstyle {\mathcal {O}}_{L}} は {\displaystyle |\cdot |_{L}} の付値環、{\displaystyle {\mathfrak {p}}_{L}} はその付値イデアル、q を K の剰余体 {\displaystyle F_{K}} の元の個数とする。
この {\displaystyle \varphi } を {\displaystyle L/K} のフロベニウス自己同型写像もしくはフロベニウス置換という。
さて、局所体 K の n 次代数拡大体に対して、不分岐拡大となるものは上のことから同型を除いて１つしか存在しないが、それ以外(つまり不分岐ではない拡大体)については、以下のことが成立する。
T を {\displaystyle L/K} の最大不分岐部分拡大体とすれば、拡大次数 {\displaystyle [T:K]} は、L の K に対する剰余次数に等しく、{\displaystyle L/T} は完全分岐であり、拡大次数 {\displaystyle [L:T]} は、L の K に対する分岐指数に等しい。
以上のことの例として、{\displaystyle \mathbb {Q} _{3}} の2次の代数拡大体は、同型を除くと {\displaystyle \scriptstyle \mathbb {Q} _{3}({\sqrt {-1}}),\ \mathbb {Q} _{3}({\sqrt {3}}),\ \mathbb {Q} _{3}({\sqrt {-3}})} だけであるが、
このうち最初に挙げた {\displaystyle \scriptstyle \mathbb {Q} _{3}({\sqrt {-1}})} が不分岐拡大である。
特に、{\displaystyle L/K} が有限次ガロア拡大であるとすれば、{\displaystyle L/T} のガロア群が可解群となるので(付値体を参照)、{\displaystyle L/K} のガロア群もそうである。
つまり、局所体 K 上の任意の代数方程式に対して、有限回の四則計算と根号を用いて代数的に根を得ることができる。